# Kostel Nanebevzetí Panny Marie (Ivančice)
Kostel Nanebevzetí Panny Marie je římskokatolický chrám ve městě Ivančice v okrese Brno-venkov. Je chráněn jako kulturní památka České republiky. Je farním kostelem ivančické farnosti.

## Historie
Ivančický kostel je poprvé přímo zmiňován v roce 1239. Zřejmě ještě na konci 13. století bylo zahájeno budování nového chrámu, jehož stavba byla v roce 1304 vypálena. Po roce 1312 přestavba pokračovala, vzniklo současné gotické kněžiště ukončené polygonálně. V této době byla zřejmě zahájena také stavba městské strážní věže, která byla dokončena ve druhé polovině 14. století. Lodě kostela byly stavěny od přelomu 14. a 15. století. Nejdříve vznikla hlavní loď (z režných cihel a tvarovek) navazující na věž, teprve asi od 70. let 15. století bylo zahájeno budování obou bočních lodí (z lomového kamene). Tehdy také byla postavena sakristie (v závěru severní lodi) a byla zaklenuta hlavní loď. Ve druhé polovině 16. století byla věž zvýšena o obytné patro a následně vznikl ochoz a zděný útvar se střechou. Při požáru v roce 1763 bylo poškozeno kněžiště, které bylo poté barokně upraveno a dostalo novou klenbu. Poslední větší stavební úpravy chrámu proběhly v letech 1946–1950, kdy byla podle projektu architekta Klaudia Madlmayera ve zdech hlavní lodi, nad bočními loděmi, jejichž střechy musely být upraveny, vytvořena okna románského tvaru. K dalším pracím patřila nová střecha a vyzděné štíty severní a jižní předsíně.
Kolem kostela se do roku 1560 nacházel hřbitov.